# Trent'anni e una chiacchierata con papà
Trent'anni e una chiacchierata con papà è il primo libro autobiografico ad opera di Tiziano Ferro, cantante italiano famoso per essere autore e interprete di brani dal 2001 in poi, sia a livello nazionale che all'estero.
L'autobiografia è incentrata sulle vicende vissute dall'artista dal 1995 al 2010, anno in cui, dopo una lunga e sofferta ricerca interiore, il cantautore riconosce a se stesso e al mondo di essere omosessuale.

## Contenuti
Il libro è un insieme di annotazioni, pensieri ed emozioni che il cantautore ha raccolto in una serie di quaderni-diari a partire dal 1995, quando Ferro aveva solamente quindici anni. Il lettore segue i difficili anni dell'adolescenza di Tiziano, il complesso rapporto con l'accettazione del suo corpo, le prime relazioni di amicizia e i contatti con la famiglia. L'autobiografia racconta, sempre tramite gli scritti dello stesso cantautore, gli anni della sua entrata in scena nel mondo della musica e la pubblicazione dei suoi primi quattro album, con i conseguenti avvenimenti e le emozioni vissute precedentemente e successivamente all'uscita; divisa nei vari anni, rende molto partecipe il lettore nella vita del cantante, consentendogli di comprendere alcune sfaccettature e difficoltà non facilmente intuibili attraverso le interviste pubbliche rilasciate dallo stesso Ferro. Sullo sfondo, le paure e la sempre più forte convinzione di un'omosessualità inizialmente latente e poi sempre più riconosciuta.

## Edizioni
- Tiziano Ferro, Trent'anni e una chiacchierata con papà, Kowalski, 2010,  p. 224, ISBN 978-88-7496-794-0.
- Tiziano Ferro, Trent'anni e una chiacchierata con papà, Universale Economica, Feltrinelli, 2012,  p. 392, ISBN 978-88-0772-345-2.
- Tiziano Ferro, Trent'anni e una chiacchierata con papà, Universale Economica, Feltrinelli, 2016,  p. 400, ISBN 978-88-0788-749-9.